# Ani-Uomini
Gli Ani-Uomini (Ani-Men) è il nome di diverse squadre immaginarie che compaiono nei fumetti statunitensi pubblicati dalla Marvel Comics. Quattro di loro sono gruppi malvagi, mentre uno di loro è stato presentato come una squadra di agenti al servizio dell'Alto Evoluzionario.

## Storia editoriale
I primi Ani-Uomini hanno debuttato in Daredevil (Vol. 1) n. 10 (ottobre 1965) e sono stati creati da Wally Wood (scritti e chine) e  Bob Powell (disegni).
Il secondo Ani-Uomini ha debuttato in Daredevil (Vol. 1) n. 157 (marzo 1979) e sono stati creati da Roger McKenzie (sceneggiatore), Mary Jo Duffy (scritti), Gene Colan (disegni) e Klaus Janson (chine).
Il terzo Ani-Uomini ha debuttato in Scarlet Spider Unlimited n. 1 (novembre 1995) e è stato creato da Glenn Herdling (sceneggiatore), Todd Smith (disegni) e John Nyberg (chine).
Il quarto Ani-Uomini ha debuttato in Code of Honor n. 3 (aprile 1997) e è stato creato da Chuck Dixon (sceneggiatore), Bob Wakelin (disegni) e Derick Gross Sr. (disegni).
Il quinto Ani-Uomini ha debuttato in GLA - Great Lakes Avengers n. 1 (giugno 2005) e è stato creato da Dan Slott (scritti) e Paul Pelletier (disegni).

## Storia della squadra

### Ani-Uomini originali
La formazione originale degli Ani-Uomini (composta da Uomo Scimmia, Uomo Uccello, Uomo Gatto e Uomo rana) vengono reclutati da un uomo chiamato l'Organizzatore dove ricevono costumi a tema secondo i loro nomi in codice. Gordon "Monk" Keefer divenne Uomo Scimmia per la sua grande forza, Henry Hawk divenne Uomo Falco, Towshend Horgan divenne Uomo Gatto per la sua "agilità felina" e François LeBlanc divenne Uomo Rana che aveva abilità di salto a livello olimpico. . L'organizzatore è segretamente Abner Jonas, un candidato a sindaco di New York City, che invia gli Ani-Men in missione per indebolire l'attuale amministrazione. Devil li sconfigge e gli Ani-Uomini e l'Organizzatore vanno tutti in prigione.
Successivamente, Uomo Scimmia, Uomo Falco e Uomo Gatto formano una squadra chiamata Unholy Three (it: Tre empi) e lavorano con il Seminatore della morte (Exterminator).
Conte Nefaria fa sottoporre Uomo Scimmia, Uomo Uccello, Uomo Gatto, Frog-Man e il loro nuovo membro femminile Dragonfly (Veronica Dultry) a un processo per mano del Dott.Kenneth Sturdy che conferisce loro poteri sovrumani e aspetti animaleschi. A seguito di un assalto alla base del NORAD sul Monte Valhalla, vengono tutti catturati dagli X-Men.
Con gli Ani-Uomini regrediti alla normalità e usando di nuovo i loro costumi speciali, il Conte Nefaria invia Uomo Scimmia, Uomo Uccello, Uomo Gatto e Uomo Rana ad uccidere Tony Stark. Tuttavia, Spymaster aveva intenzione di uccidere Stark con una bomba, che invece uccide gli Ani-Uomini.

### Ani-Uomini dello Seminatore della Morte
Lo Sterminatore, ora noto come Death-Stalker, recluta una nuova squadra di Ani-Uomini, con un nuovo Uomo Scimmia, Uomo Uccello e Uomo Gatto dando loro i costumi dei precedenti membri Ani-Uomini. Roy McVey è diventato Uomo Scimmia, Achille DeBacco è diventato Uomo Uccello e Sebastian Patane è diventato Uomo Gatto. Invia i nuovi Ani-Uomini a catturare Matt Murdock. La Vedova Nera sconfigge Uomo Uccello e lo Sterminatore della morte uccide Uomo Scimmia e Uomo Gatto al completamento della loro missione..
Uomo Uccello viene successivamente assassinato dal Flagello dei criminali nell'incidente del Bar senza nome.

### Ani-Uomini dell'Alto Evoluzionario
Un nuovo gruppo che porta il nome Ani-Uomini è un gruppo di Nuovi Uomini creati dall'Alto Evoluzionario che eseguono i suoi ordini. Gli Ani-Uomini dell'Alto Evoluzionario includevano Poiana (un falco evoluto), Crushtacean (un granchio evoluto), Flying Fox (un pipistrello evoluto), Komodo (un drago di Komodo evoluto) e Filiera (un ragno evoluto). L'Evoluzionario invia gli Ani-Uomini in un laboratorio gestito dal suo ex assistente Miles Warren (lo Sciacallo) per ripulire i file di Warren. Dopo tre settimane, gli Ani-Uomini hanno quasi finito con la loro pulizia e hanno diffuso un virus in tutti i file di Warren, ma vengono scoperti dal Ragno Rosso. Quando l'Alto Evoluzionario teletrasporta gli Ani-Uomini alla sua base a Wundagore, il Ragno Rosso viene accidentalmente portato con loro, essendosi attaccato a Crushtacean con la sua ragnatela. Successivamente, il Ragno Rosso si unisce ai membri del Culto dello Sciacallo per intrufolarsi nella cittadella dell'Alto Evoluzionario nel tentativo di apprendere la verità sul coinvolgimento di Warren con l'Alto Evoluzionario. Gli Ani-Uomini affrontano i membri del culto e il Ragno Rosso, ma il combattimento termina dopo che il Ragno Rosso è in grado di apprendere la verità dall'Alto Evoluzionario. L'Alto Evoluzionario manda a casa il Ragno Rosso, ma Crushtacean tocca stupidamente una palla di ragnatela da impatto che l'eroe ha lasciato dietro di sé, coprendo se stesso e gli altri Ani-Uomini con la ragnatela, con loro grande imbarazzo.

### Ani-Uomini della Testa di Martello
Durante la trama di Secret Wars, una nuova versione degli Ani-Uomini (composta da un nuovo Uomo Scimmia, Uomo Uccello e Uomo Rana) commette crimini mentre gli eroi sono su Battleworld. Ottengono l'equipaggiamento degli Ani-Uomini originali e lo usano per rapinare un vagone blindato solo per essere contrastati dalla NYPD.
Questi Ani-Uomini (composti da Uomo Scimmia, Uomo Uccello e un nuovo Uomo Gatto) sono tra i tanti criminali assunti da Testa di Martello durante la " Civil War" nel tentativo di conquistare il mondo sotterraneo mentre Kingpin è incarcerato. A loro insaputa, Kingpin ha ingannato Iron Man facendogli guidare un'unità di S.H.I.E.L.D. al magazzino dove si stanno incontrando, che Iron Man crede essere il quartier generale dei Vendicatori Segreti di Steve Rogers. Iron Man e lo S.H.I.E.L.D. l'unità irrompe e scoppia una grande rissa. La battaglia provoca arresti, feriti e morte, ma non è stato rivelato se qualcuno di questi si applichi ai nuovi Ani-Uomini.

### Ani-Uomini indipendenti
Questo assemblaggio di Ani-Uomini non ha alcuna connessione nota con alcuna incarnazione precedente o alcuna informazione sulla loro storia, tranne per il fatto che assomigliano a versioni umanoidi degli animali che rappresentano. Questo gruppo è composto da Giraffe-Man (un umanoide giraffa), Great Horned Owl-Man (un umanoide grande cornuto), Pig-Man (un umanoide maiale) e Rabbit-Donna (un umanoide coniglio). Attaccano il Milwaukee Convention Center, ritenendo gli esseri umani responsabili di trasgressioni contro il regno animale. La modella Ashley Crawford (alias Big Bertha) è lì ad un servizio di modella e telefona ai suoi compagni di squadra nei Vendicatori dei Grandi Laghi per chiedere aiuto. Quando arrivano i Vendicatori dei Grandi Laghi, i veri Vendicatori sono lì e dicono loro di lasciar perdere questa cosa in modo che non si facciano male. Gli Ani-Uomini vengono sconfitti dai Vendicatori.

## Formazioni
| personaggi              | Alterego             | Storie | le prime apparizioni     |
| ----------------------- | -------------------- | --- | ------------------------ |
| Uomo Scimmia (Ape-Man)  | Gordon "Monk" Keefer | Con un gruppo di altri criminali, il criminale professionista Gordon "Monk" Keefer ha tentato una rapina ad un magazzino di Stark Industries ed è stato sconfitto da Capitan America. Insieme ad altri tre criminali, Keefer fu reclutato per la sua grande forza da un uomo chiamato l'Organizzatore per formare gli Ani-Uomini, con un costume simile a quello di una scimmia e il titolo di Uomo Scimmia. L'Organizzatore era segretamente Abner Jonas, un candidato a sindaco di New York City, che inviò gli Ani-Uomini in missione per indebolire l'attuale amministrazione. Devil li sconfisse e sia gli Ani-Uomini che l'Organizzatore furono imprigionati. Successivamente Uomo Scimmia, Uomo Uccello e Uomo Gatto formarono una squadra chiamata "Unholy Three" (it: Tre empi) con il Sterminatore, e combatterono di nuovo Devil. Gli Unholy Three, come una squadra di ladri indipendenti, combatterono Devil e Uomo Ragno e furono nuovamente sconfitti. Uomo Scimmia, Uomo Uccello e Uomo Gatto si unirono successivamente agli Ani-Uomini, e gli Ani-Uomini andarono a lavorare per Conte Nefaria. Gli scienziati del conte Nefaria sottoposero gli inconsapevoli Ani-Uomini a processi che conferirono loro poteri sovrumani e forme animali. Gli Ani-Uomini invasero la base missilistica di Cheyenne Mountain per conto del Conte Nefaria e combatterono gli X-Men.. Gli Ani-uomini persero i loro poteri sovrumani e tornarono alla normalità. Il Conte Nefaria inviò i quattro Ani-Uomini originali per uccidere Tony Stark, tuttavia lo Spymaster fece esplodere una bomba con la quale aveva intenzione di uccidere Stark, ed invece l'esplosione risultante uccise gli Ani-Uomini.. Henry Hawk era un noto criminale. Towshend Horgan viene reclutato dall'Organizzatore per formare gli Ani-Uomini. François LeBlanc, un uomo con abilità di salto a livello olimpico ed ex-sommozzatore militare | Daredevil (Vol. 1) n. 10 |
| Uomo Uccello (Bird-Man) | Henry Hawk           | Con un gruppo di altri criminali, il criminale professionista Gordon "Monk" Keefer ha tentato una rapina ad un magazzino di Stark Industries ed è stato sconfitto da Capitan America. Insieme ad altri tre criminali, Keefer fu reclutato per la sua grande forza da un uomo chiamato l'Organizzatore per formare gli Ani-Uomini, con un costume simile a quello di una scimmia e il titolo di Uomo Scimmia. L'Organizzatore era segretamente Abner Jonas, un candidato a sindaco di New York City, che inviò gli Ani-Uomini in missione per indebolire l'attuale amministrazione. Devil li sconfisse e sia gli Ani-Uomini che l'Organizzatore furono imprigionati. Successivamente Uomo Scimmia, Uomo Uccello e Uomo Gatto formarono una squadra chiamata "Unholy Three" (it: Tre empi) con il Sterminatore, e combatterono di nuovo Devil. Gli Unholy Three, come una squadra di ladri indipendenti, combatterono Devil e Uomo Ragno e furono nuovamente sconfitti. Uomo Scimmia, Uomo Uccello e Uomo Gatto si unirono successivamente agli Ani-Uomini, e gli Ani-Uomini andarono a lavorare per Conte Nefaria. Gli scienziati del conte Nefaria sottoposero gli inconsapevoli Ani-Uomini a processi che conferirono loro poteri sovrumani e forme animali. Gli Ani-Uomini invasero la base missilistica di Cheyenne Mountain per conto del Conte Nefaria e combatterono gli X-Men.. Gli Ani-uomini persero i loro poteri sovrumani e tornarono alla normalità. Il Conte Nefaria inviò i quattro Ani-Uomini originali per uccidere Tony Stark, tuttavia lo Spymaster fece esplodere una bomba con la quale aveva intenzione di uccidere Stark, ed invece l'esplosione risultante uccise gli Ani-Uomini.. Henry Hawk era un noto criminale. Towshend Horgan viene reclutato dall'Organizzatore per formare gli Ani-Uomini. François LeBlanc, un uomo con abilità di salto a livello olimpico ed ex-sommozzatore militare | Daredevil (Vol. 1) n. 10 |
| Uomo Gatto (Cat-Man)    | Towshend Horgan      | Con un gruppo di altri criminali, il criminale professionista Gordon "Monk" Keefer ha tentato una rapina ad un magazzino di Stark Industries ed è stato sconfitto da Capitan America. Insieme ad altri tre criminali, Keefer fu reclutato per la sua grande forza da un uomo chiamato l'Organizzatore per formare gli Ani-Uomini, con un costume simile a quello di una scimmia e il titolo di Uomo Scimmia. L'Organizzatore era segretamente Abner Jonas, un candidato a sindaco di New York City, che inviò gli Ani-Uomini in missione per indebolire l'attuale amministrazione. Devil li sconfisse e sia gli Ani-Uomini che l'Organizzatore furono imprigionati. Successivamente Uomo Scimmia, Uomo Uccello e Uomo Gatto formarono una squadra chiamata "Unholy Three" (it: Tre empi) con il Sterminatore, e combatterono di nuovo Devil. Gli Unholy Three, come una squadra di ladri indipendenti, combatterono Devil e Uomo Ragno e furono nuovamente sconfitti. Uomo Scimmia, Uomo Uccello e Uomo Gatto si unirono successivamente agli Ani-Uomini, e gli Ani-Uomini andarono a lavorare per Conte Nefaria. Gli scienziati del conte Nefaria sottoposero gli inconsapevoli Ani-Uomini a processi che conferirono loro poteri sovrumani e forme animali. Gli Ani-Uomini invasero la base missilistica di Cheyenne Mountain per conto del Conte Nefaria e combatterono gli X-Men.. Gli Ani-uomini persero i loro poteri sovrumani e tornarono alla normalità. Il Conte Nefaria inviò i quattro Ani-Uomini originali per uccidere Tony Stark, tuttavia lo Spymaster fece esplodere una bomba con la quale aveva intenzione di uccidere Stark, ed invece l'esplosione risultante uccise gli Ani-Uomini.. Henry Hawk era un noto criminale. Towshend Horgan viene reclutato dall'Organizzatore per formare gli Ani-Uomini. François LeBlanc, un uomo con abilità di salto a livello olimpico ed ex-sommozzatore militare | Daredevil (Vol. 1) n. 10 |
| Uomo Rana (Frog-Man)    | François LeBlanc     | Con un gruppo di altri criminali, il criminale professionista Gordon "Monk" Keefer ha tentato una rapina ad un magazzino di Stark Industries ed è stato sconfitto da Capitan America. Insieme ad altri tre criminali, Keefer fu reclutato per la sua grande forza da un uomo chiamato l'Organizzatore per formare gli Ani-Uomini, con un costume simile a quello di una scimmia e il titolo di Uomo Scimmia. L'Organizzatore era segretamente Abner Jonas, un candidato a sindaco di New York City, che inviò gli Ani-Uomini in missione per indebolire l'attuale amministrazione. Devil li sconfisse e sia gli Ani-Uomini che l'Organizzatore furono imprigionati. Successivamente Uomo Scimmia, Uomo Uccello e Uomo Gatto formarono una squadra chiamata "Unholy Three" (it: Tre empi) con il Sterminatore, e combatterono di nuovo Devil. Gli Unholy Three, come una squadra di ladri indipendenti, combatterono Devil e Uomo Ragno e furono nuovamente sconfitti. Uomo Scimmia, Uomo Uccello e Uomo Gatto si unirono successivamente agli Ani-Uomini, e gli Ani-Uomini andarono a lavorare per Conte Nefaria. Gli scienziati del conte Nefaria sottoposero gli inconsapevoli Ani-Uomini a processi che conferirono loro poteri sovrumani e forme animali. Gli Ani-Uomini invasero la base missilistica di Cheyenne Mountain per conto del Conte Nefaria e combatterono gli X-Men.. Gli Ani-uomini persero i loro poteri sovrumani e tornarono alla normalità. Il Conte Nefaria inviò i quattro Ani-Uomini originali per uccidere Tony Stark, tuttavia lo Spymaster fece esplodere una bomba con la quale aveva intenzione di uccidere Stark, ed invece l'esplosione risultante uccise gli Ani-Uomini.. Henry Hawk era un noto criminale. Towshend Horgan viene reclutato dall'Organizzatore per formare gli Ani-Uomini. François LeBlanc, un uomo con abilità di salto a livello olimpico ed ex-sommozzatore militare | Daredevil (Vol. 1) n. 10 |

| personaggi              | Alterego         | Storie | le prime apparizioni      |
| ----------------------- | ---------------- | --- | ------------------------- |
| Uomo Scimmia (Ape-Man)  | Roy McVey        | Il secondo Uomo Scimmia era Roy McVey, a cui fu data una copia del costume originale di Uomo Scimmia. Questo Uomo Uccello è Achille DiBacco a cui è stato regalato il costume Uomo Uccello di Hawk. Sebastian Patane, il nuovo Uomo Gatto, indossa il costume di Uomo Gatto di Horgan. Dopo la morte degli Ani-Uomini originali, lo Seminatore della Morte reclutò una nuova squadra di Ani-Uomini, con un nuovo Uomo Scimmia, Uomo Uccello e Uomo Gatto. Seminatore invia i nuovi Ani-Uomini a catturare Matt Murdock, e poi uccide Uomo Scimmia e Uomo Gatto mediante fulminazione al completamento della loro missione. Uomo Uccello viene successivamente assassinato dal Flagello dei criminali, insieme a molti altri cattivi nel famigerato incidente del Bar senza nome. | Daredevil (Vol. 1) n. 157 |
| Uomo Uccello (Bird-Man) | Achille DiBacco  | Il secondo Uomo Scimmia era Roy McVey, a cui fu data una copia del costume originale di Uomo Scimmia. Questo Uomo Uccello è Achille DiBacco a cui è stato regalato il costume Uomo Uccello di Hawk. Sebastian Patane, il nuovo Uomo Gatto, indossa il costume di Uomo Gatto di Horgan. Dopo la morte degli Ani-Uomini originali, lo Seminatore della Morte reclutò una nuova squadra di Ani-Uomini, con un nuovo Uomo Scimmia, Uomo Uccello e Uomo Gatto. Seminatore invia i nuovi Ani-Uomini a catturare Matt Murdock, e poi uccide Uomo Scimmia e Uomo Gatto mediante fulminazione al completamento della loro missione. Uomo Uccello viene successivamente assassinato dal Flagello dei criminali, insieme a molti altri cattivi nel famigerato incidente del Bar senza nome. | Daredevil (Vol. 1) n. 157 |
| Uomo Gatto (Cat-Man)    | Sebastian Patane | Il secondo Uomo Scimmia era Roy McVey, a cui fu data una copia del costume originale di Uomo Scimmia. Questo Uomo Uccello è Achille DiBacco a cui è stato regalato il costume Uomo Uccello di Hawk. Sebastian Patane, il nuovo Uomo Gatto, indossa il costume di Uomo Gatto di Horgan. Dopo la morte degli Ani-Uomini originali, lo Seminatore della Morte reclutò una nuova squadra di Ani-Uomini, con un nuovo Uomo Scimmia, Uomo Uccello e Uomo Gatto. Seminatore invia i nuovi Ani-Uomini a catturare Matt Murdock, e poi uccide Uomo Scimmia e Uomo Gatto mediante fulminazione al completamento della loro missione. Uomo Uccello viene successivamente assassinato dal Flagello dei criminali, insieme a molti altri cattivi nel famigerato incidente del Bar senza nome. | Daredevil (Vol. 1) n. 157 |

## Altre versioni
- Nell'universo di Terra X, gli Ani-Uomini erano animali della riserva Wakandani che subirono una mutazione quando i cristalli di Terrigen furono fatti esplodere nell'atmosfera[17].

- Nell'universo Ultimate Marvel, esiste un gruppo chiamato Ani-Uomini associato a Dr. Arthur Molekevic[18].